# Nørre Ørslev Sogn
Nørre Ørslev Sogn 
ist eine Kirchspielsgemeinde (dän.: Sogn)
auf der Insel Falster im südlichen Dänemark.
Bis 1970 gehörte sie zur Harde Falsters Sønder Herred im damaligen Maribo Amt, danach zur Stubbekøbing Kommune im Storstrøms Amt, die im Zuge der  Kommunalreform zum 1. Januar 2007 in der Guldborgsund Kommune in der Region Sjælland aufgegangen ist.
Im Kirchspiel leben 499 Einwohner (Stand: 1. Januar 2023).
Im Kirchspiel liegt die Kirche „Nørre Ørslev Kirke“.
Nachbargemeinden sind im Nordosten Falkerslev Sogn, im Osten Horreby Sogn, im Süden Sønder Kirkeby Sogn und Idestrup Sogn, im Westen Systofte Sogn und im Nordwesten Tingsted Sogn.